# Câmpulung Moldovenesc
|  | No s'ha de confondre amb Câmpulung. |

Câmpulung Moldovenesc (pronunciació en romanès: [kɨmpuˌluŋɡ moldoveˈnesk]; Cîmpulung Moldovenesc) és una ciutat del comtat de Suceava, al nord-est de Romania. Es troba a la regió històrica de Bucovina.
Câmpulung Moldovenesc és el quart assentament urbà més gran del comtat, amb una població de 16.105 habitants, segons el cens del 2011. Va ser declarat municipi el 1995, juntament amb altres dues ciutats del comtat de Suceava: Fălticeni i Rădăuți. Câmpulung Moldovenesc té una superfície de 147 km² i fou la capital de l'antic comtat de Câmpulung (fins al 1950).

## Altres noms
La ciutat també es coneix com a Hosszúmező en hongarès, Kimpulung Moldovanesk (Кимпулунг Молдованеск) en ucraïnès i Dovhopillja en serbi.

## Administració i política local

### Ajuntament
L'actual consell local de la ciutat té la següent composició política, segons els resultats de les eleccions locals romaneses de 2020 :

## Geografia
Câmpulung Moldovenesc es troba a la regió de Bucovina, al nord-est de Romania. La ciutat està situada a la zona de muntanya d'Obcinele Bucovinei, a la vora del riu Moldàvia.
S'hi pot accedir a Câmpulung Moldovenesc amb cotxe i tren. La ruta europea E58, que uneix la regió de Moldàvia amb Transsilvània, travessa la ciutat. Hi ha dues estacions de tren situades a la ciutat: Câmpulung Moldovenesc al centre de la ciutat i Câmpulung Est al barri de Capu Satului.
Hi ha molts llocs d'interès situats a Câmpulung Moldovenesc i als voltants, com ara Rarău i Giumalău, que amb 1650 metres i 1857 metres són els cims més alts de la regió. També es pot gaudir dels boscos que envolten Câmpulung Moldovenesc o visitar un monestir en un dels pobles propers.

## Història

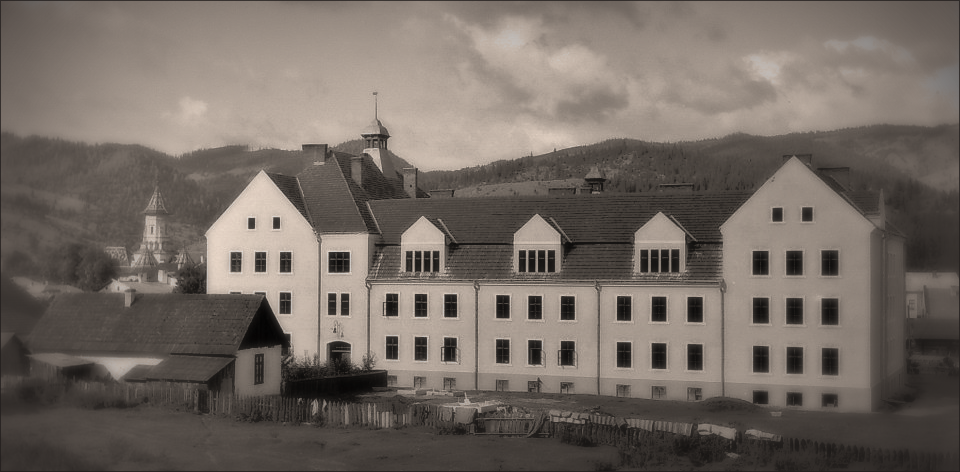
Institut Dragoș Vodă de Câmpulung Moldovenesc el 1915.

La primera menció escrita del poble de Câmpulung Moldovenesc data del 14 d'abril de 1411. En aquella època el príncep governant de Moldàvia era Alexandru cel Bun. Dimitrie Cantemir, a la seva coneguda obra Descriptio Moldaviae, esmenta Ocolul Câmpulung, una regió autònoma del nord de Moldàvia que té les seves pròpies regles i líders. Aquesta regió estava formada per 15 pobles.
Juntament amb la resta de Bucovina, Câmpulung Moldovenesc va estar sota el domini de la Monarquia dels Habsburg (més tard Àustria-Hongria) de 1775 a 1918. Câmpulung es trobava a la part austríaca de l'imperi després del compromís de 1867, cap del districte del mateix nom, un dels 9 Bezirkshauptmannschaften de la província de Bucovina. Altres ciutats de districte principals eren Dorna Watra (Vatra Dornei) i Wama (Vama) el 1900.
Més tard, entre 1925 i 1950, Câmpulung Moldovenesc va ser la capital de l'antic comtat de Câmpulung, el comtat més extens de Bucovina. L'estació d'esquí i balneari Vatra Dornei va ser la segona ciutat més important del comtat de Câmpulung.

## Cultura
Câmpulung Moldovenesc té el Museu de les culleres de fusta, un museu que mostra la col·lecció de culleres de fusta del difunt professor d'història Ion Țugui.

## Demografia
Câmpulung Moldovenesc va assolir el seu màxim de població l'any 1992, quan més de 22.000 persones vivien dins dels límits de la ciutat. A partir de 2016, la ciutat de Câmpulung Moldovenesc és el quart assentament urbà més gran del comtat de Suceava, després de la capital del comtat, Suceava, i les ciutats més grans de Rădăuți i Fălticeni.
Al cens de 2011, Câmpulung Moldovenesc tenia 16.105 habitants: el 99,08% dels habitants eren d'ètnia romanesa, el 0,25% alemanys (alemanys de Bucovina), el 0,22% gitanos, el 0,17% ucraïnesos i el 0,09% hongaresos.

## Economia
Les principals indústries de Câmpulung Moldovenesc són els productes lactis, la fusta i l'ecoturisme. Una part dels habitants de la ciutat treballa en l'agricultura i el cultiu boví.
"Câmpulung" significa "camp llarg" en romanès. Moldovenesc ("moldau") s'utilitza per diferenciar aquesta ciutat i Câmpulung Muscel (comtat d'Argeș, Valàquia).

## Fills il·lustres
- Maria Diaconescu (nascuda el 1937) - llançadora de javelina
- Vasile Gheorghiu (1872–1959) - professor de teologia, acadèmic
- Leibu Levin (1914–1983) - narrador de literatura yiddish, cantant i compositor
- Anca Parghel (1957–2008) - cantant de jazz, músic
- Daniel Popescu (nascut el 1981) - polític
- Ion Ștefureac (1871–1920) - professor, arquitecte

## Galeria

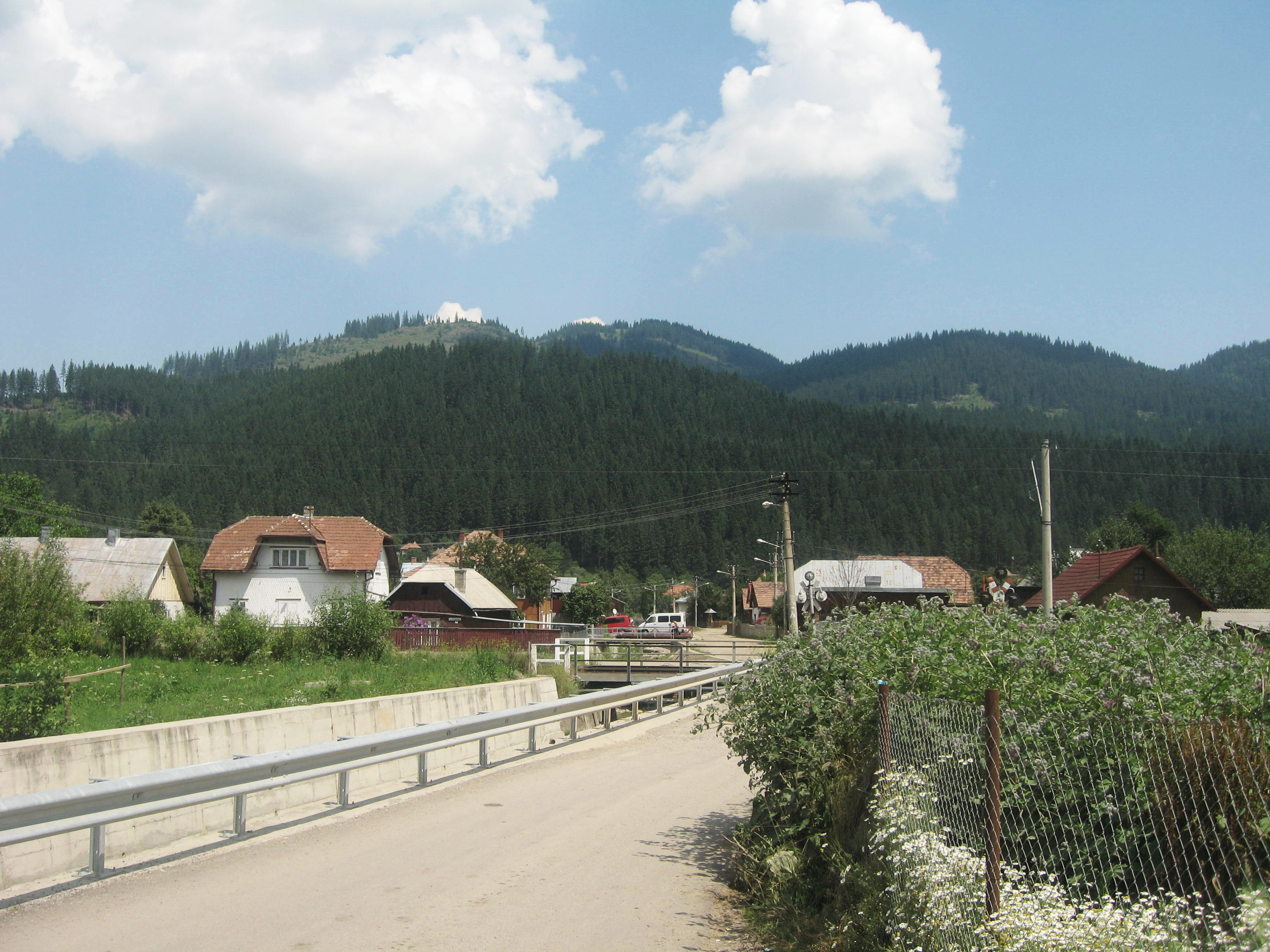
Paisatge muntanyós prop del poble
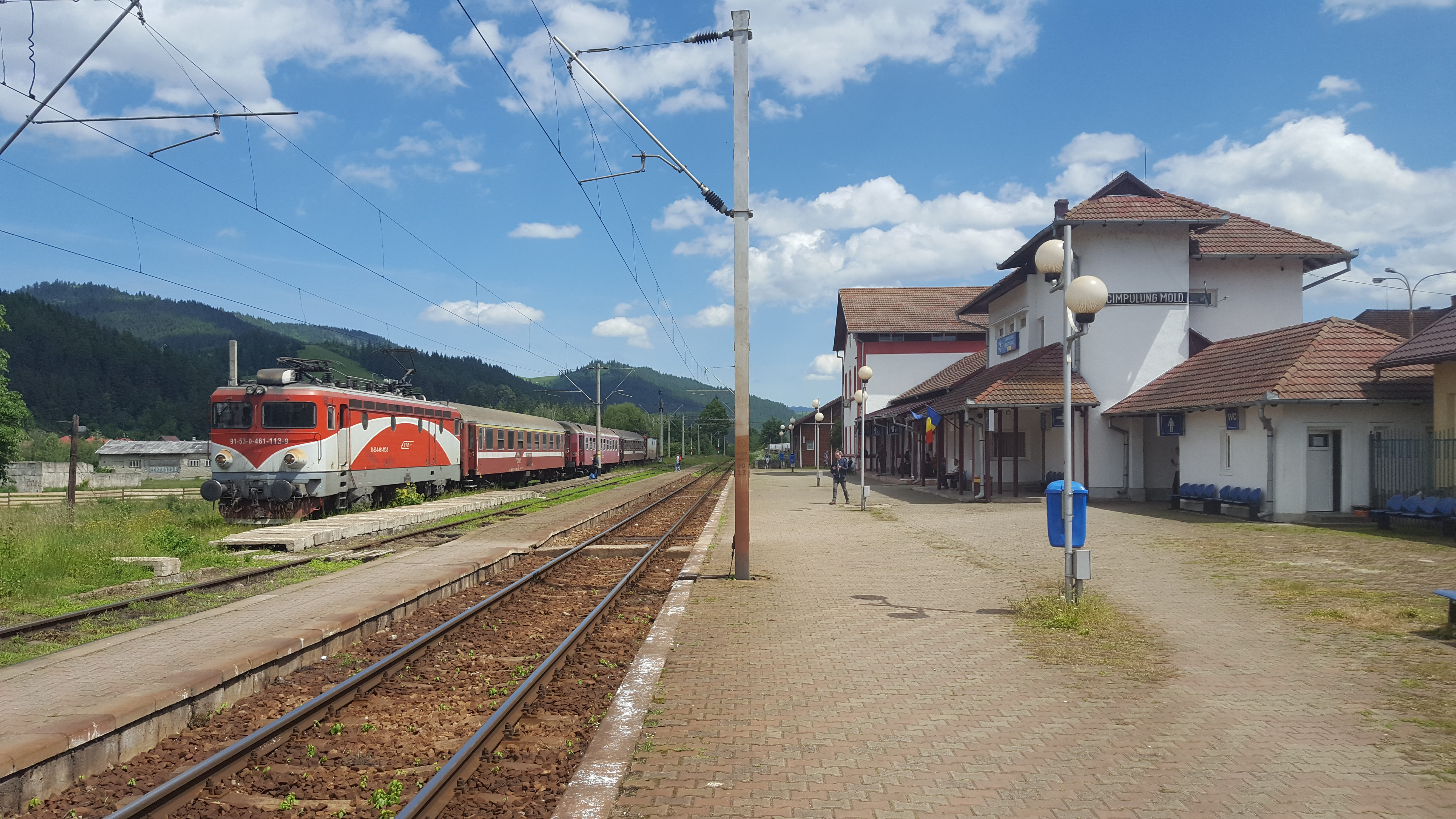
L'Estació Central de Tren
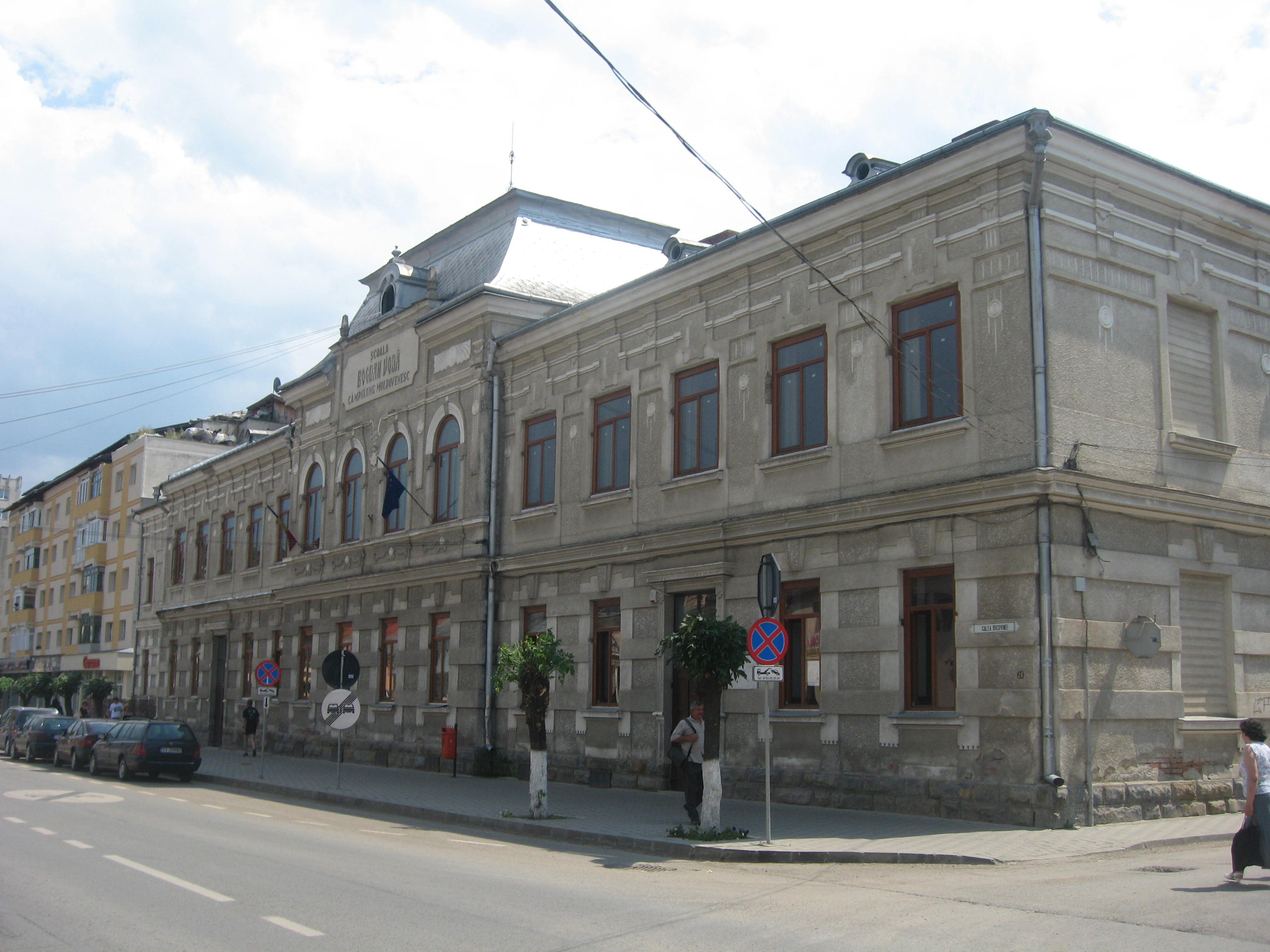
Escola Bogdan Vodă
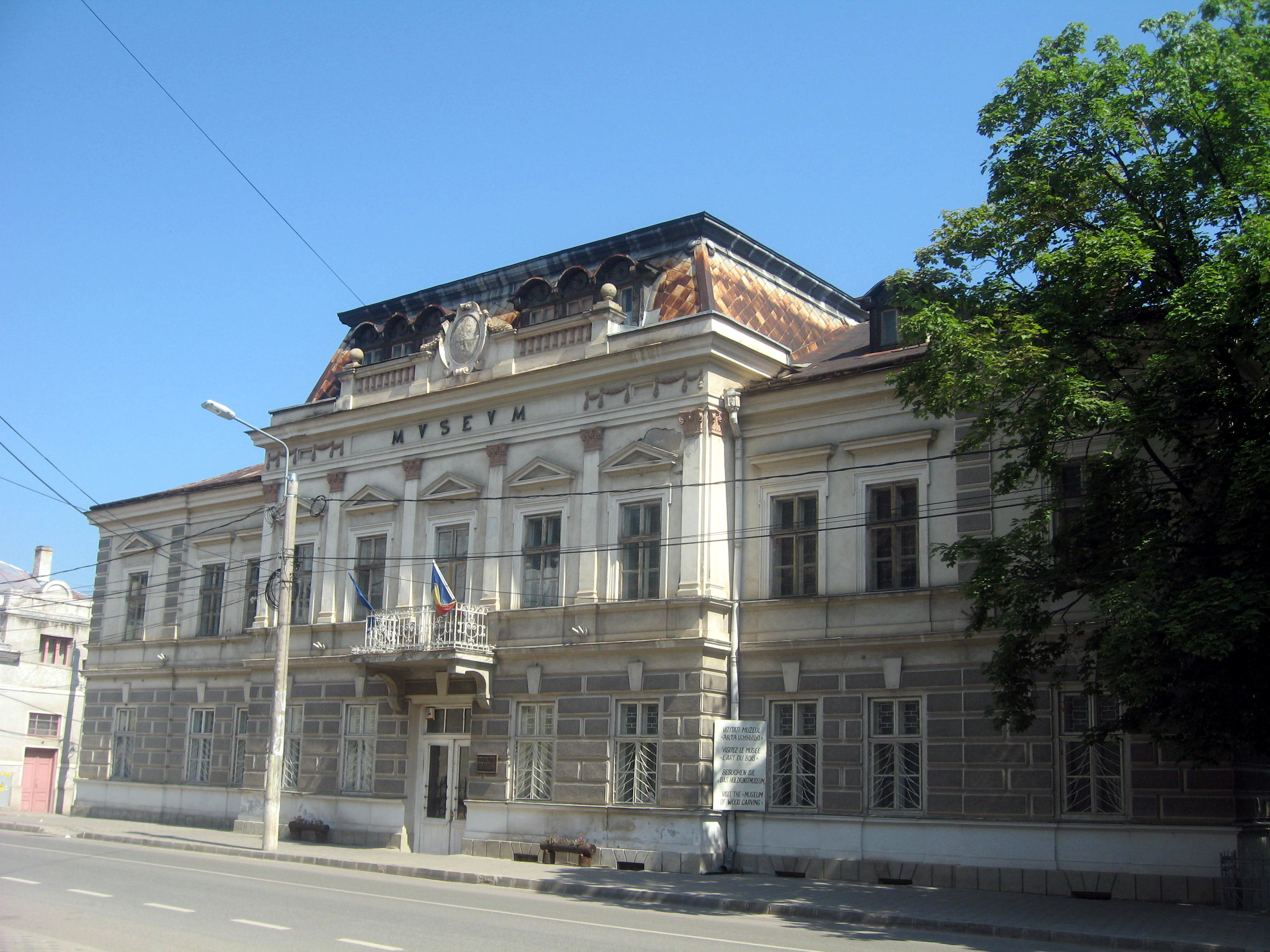
Museu d'Art de la Fusta
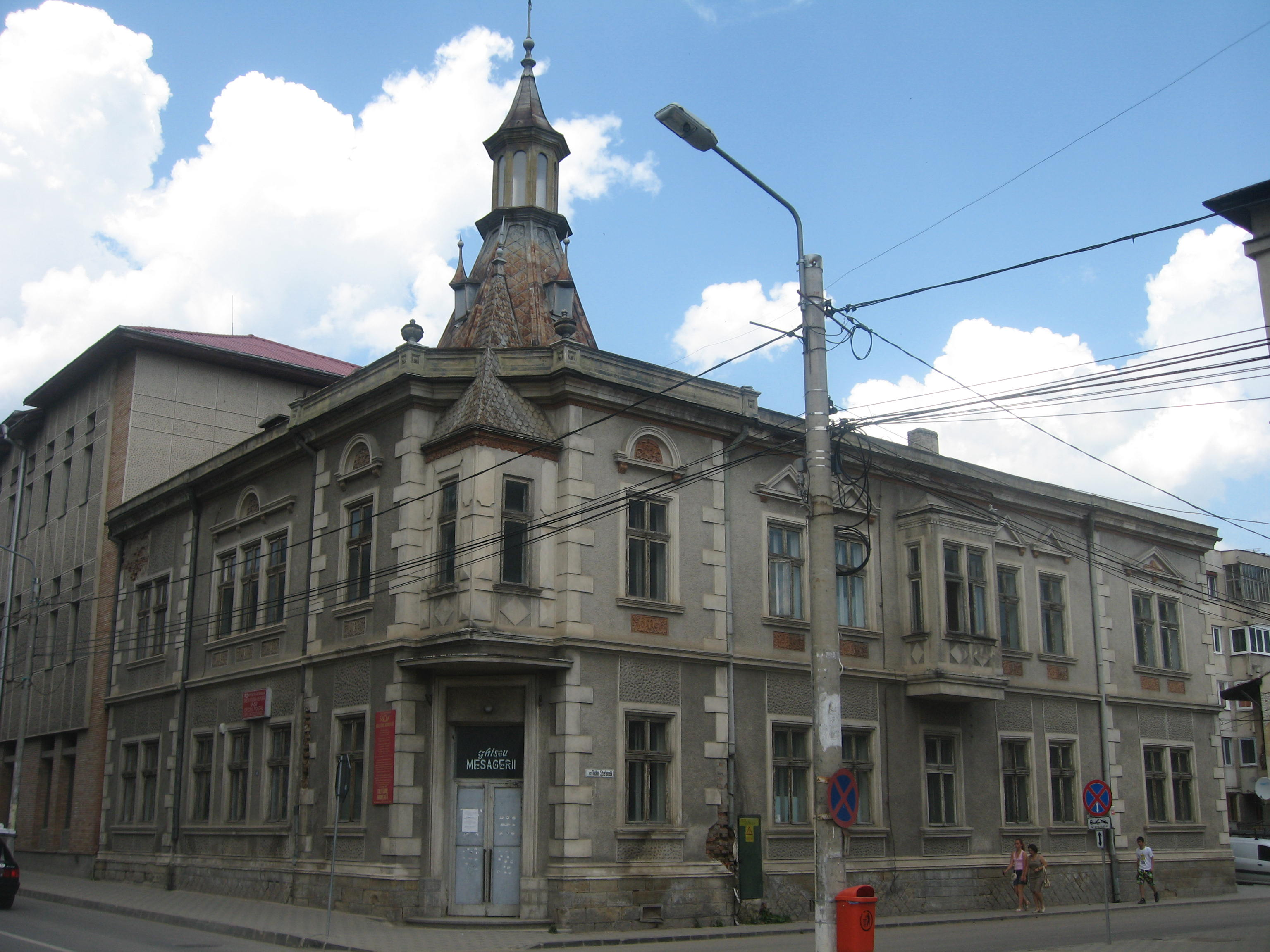
Correus
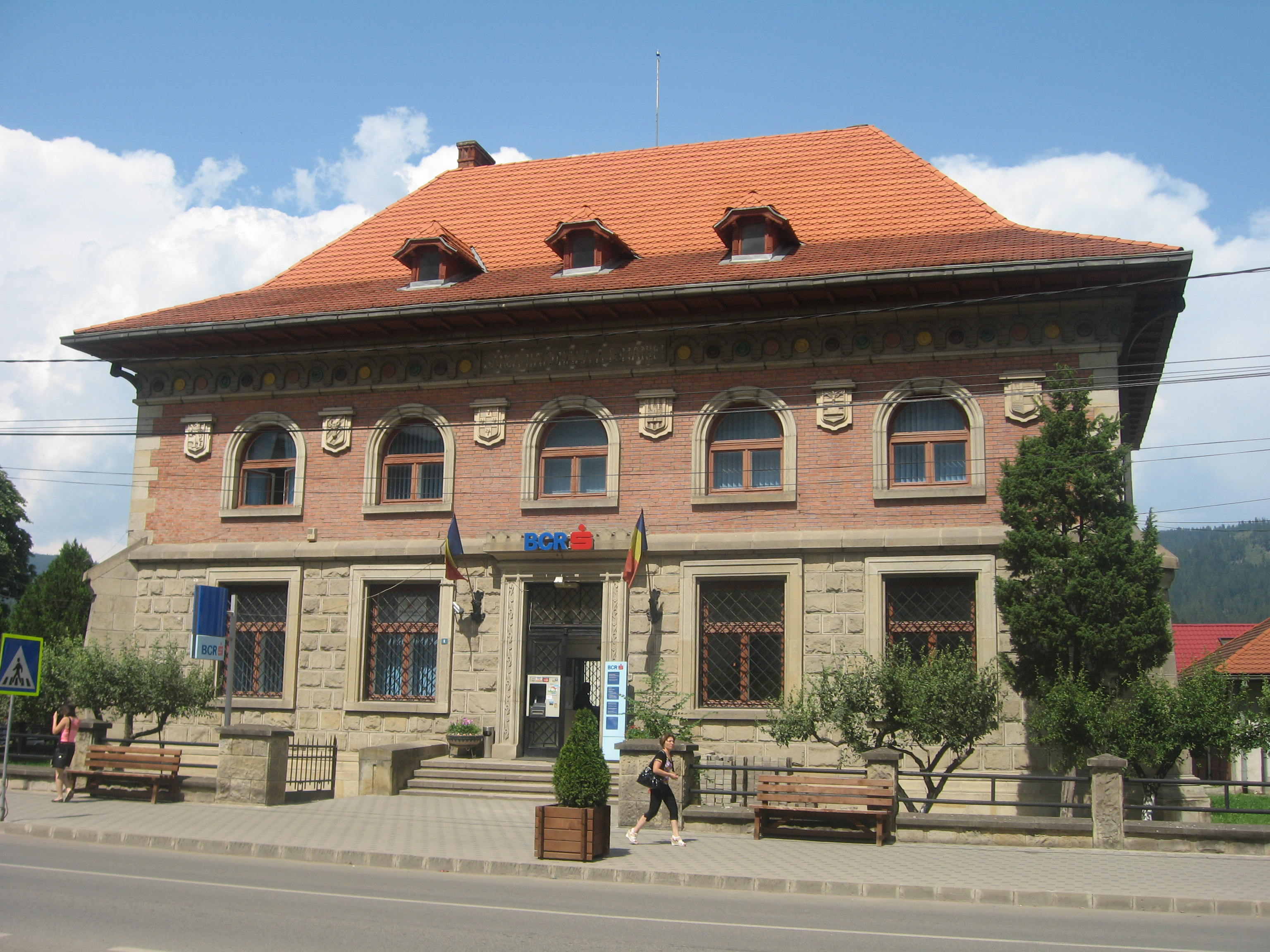
El Banc Comercial Romanès
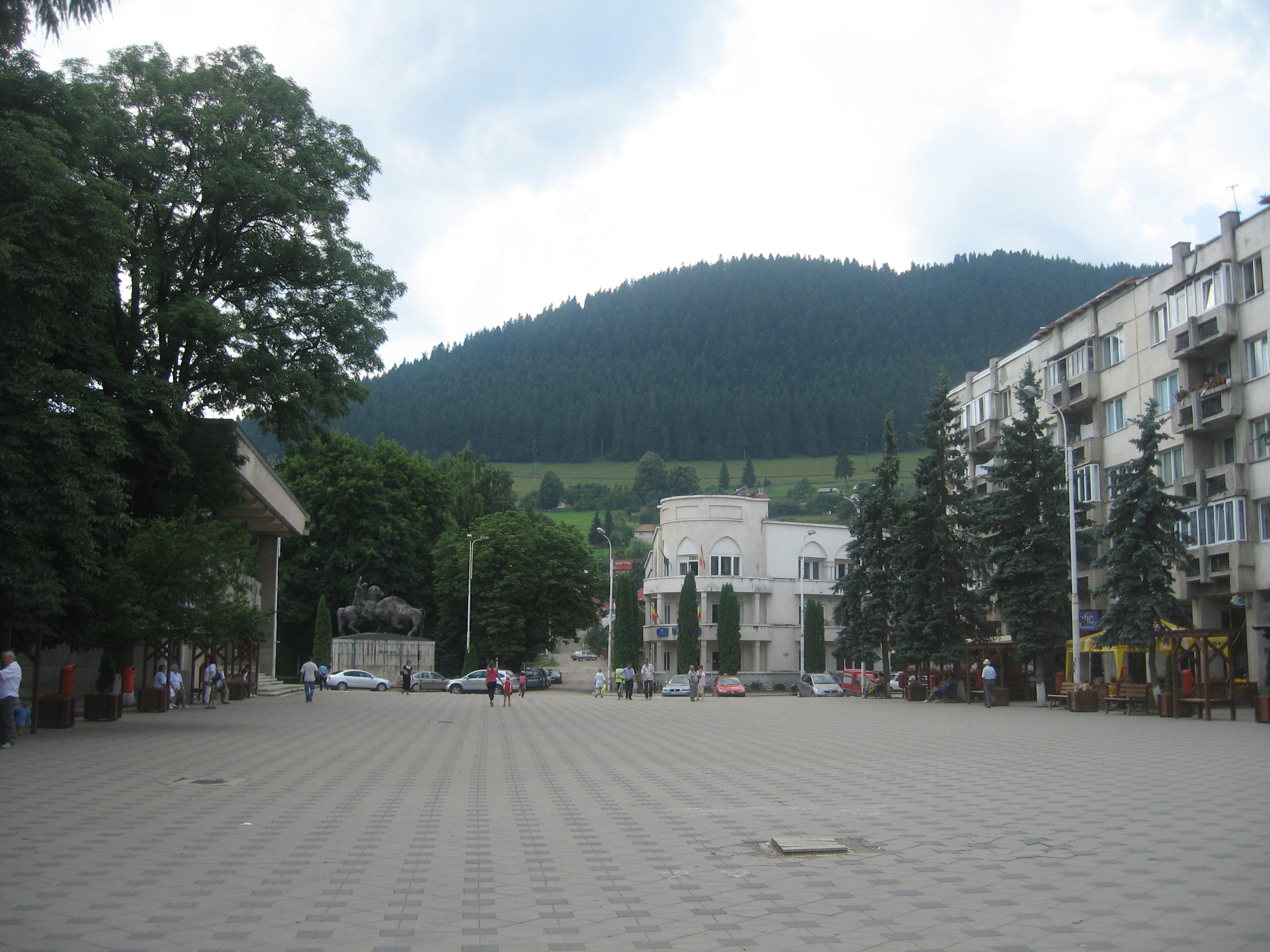
Plaça central de Câmpulung Moldovenesc
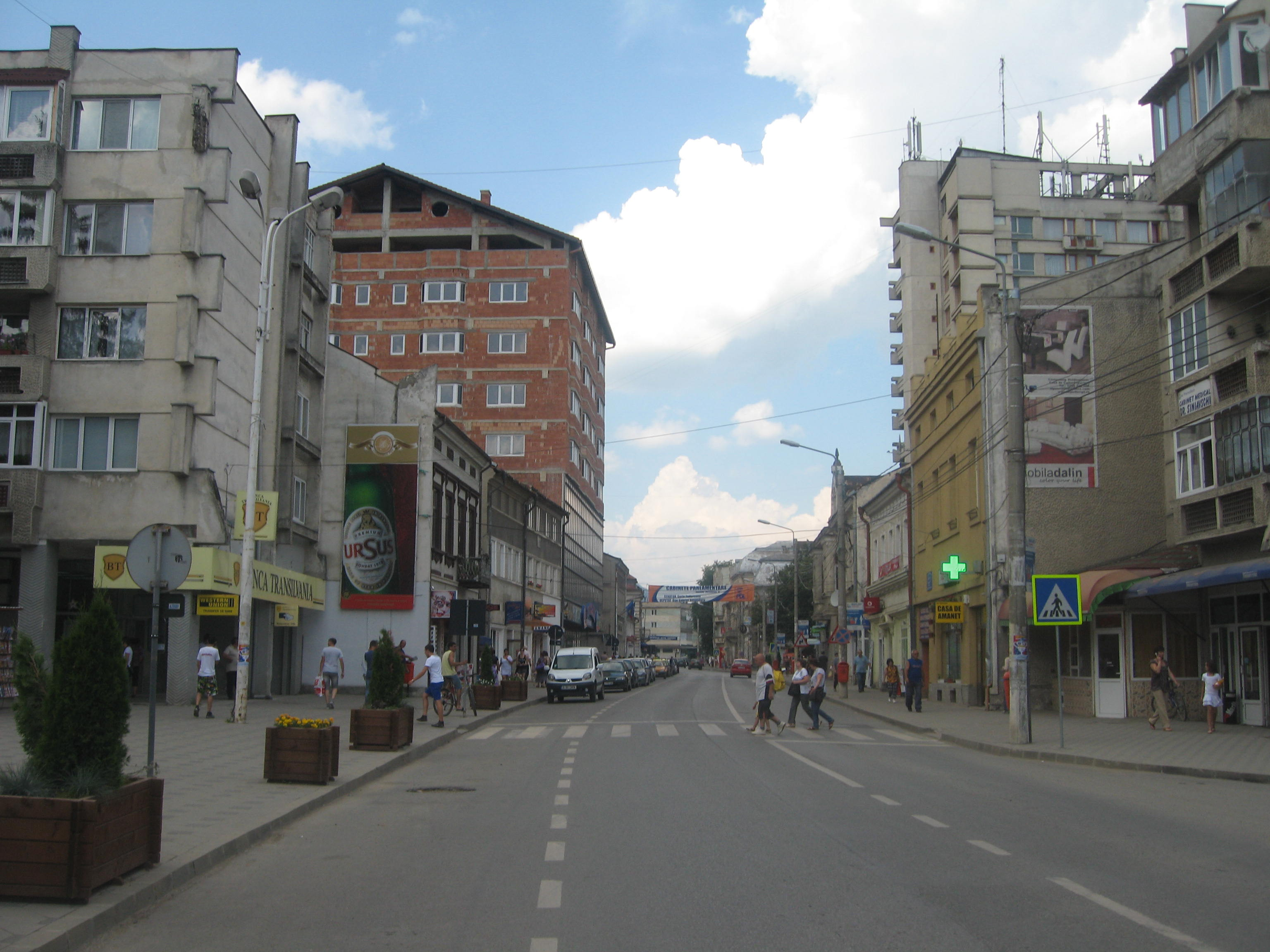
Centre de Câmpulung Moldovenesc
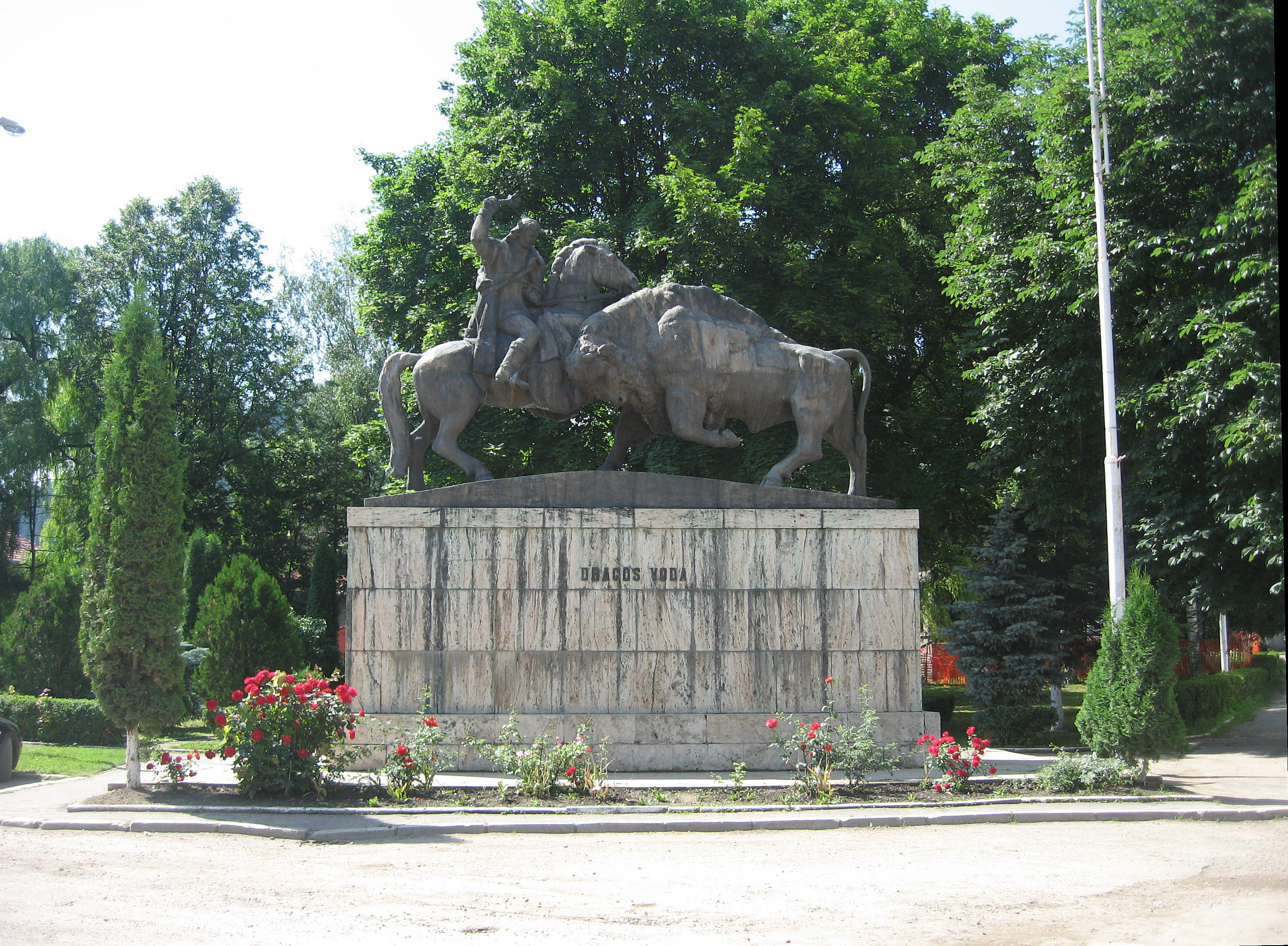
Dragoș Vodă i l'estàtua del bisonte
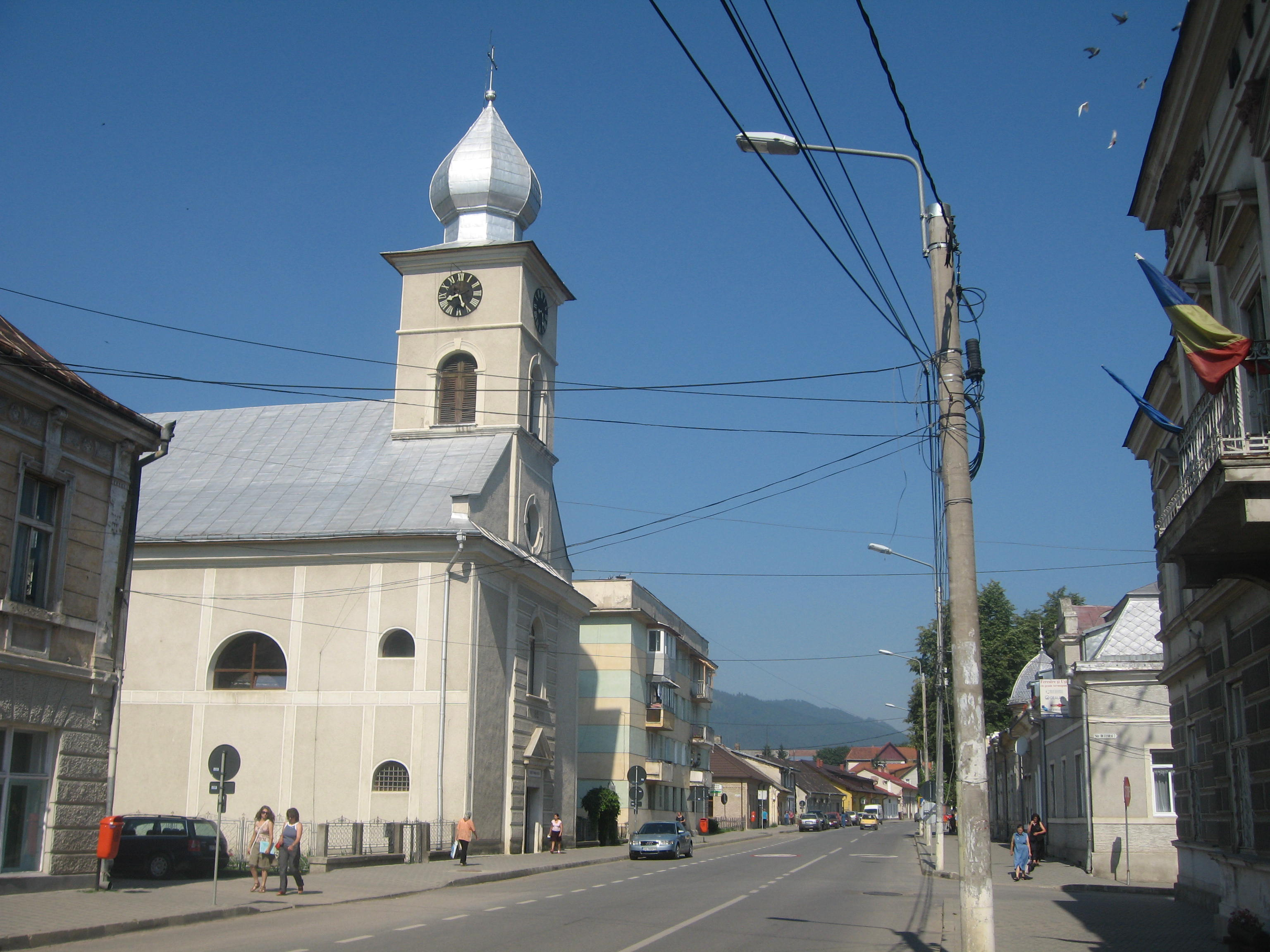
L'Església Catòlica Romana
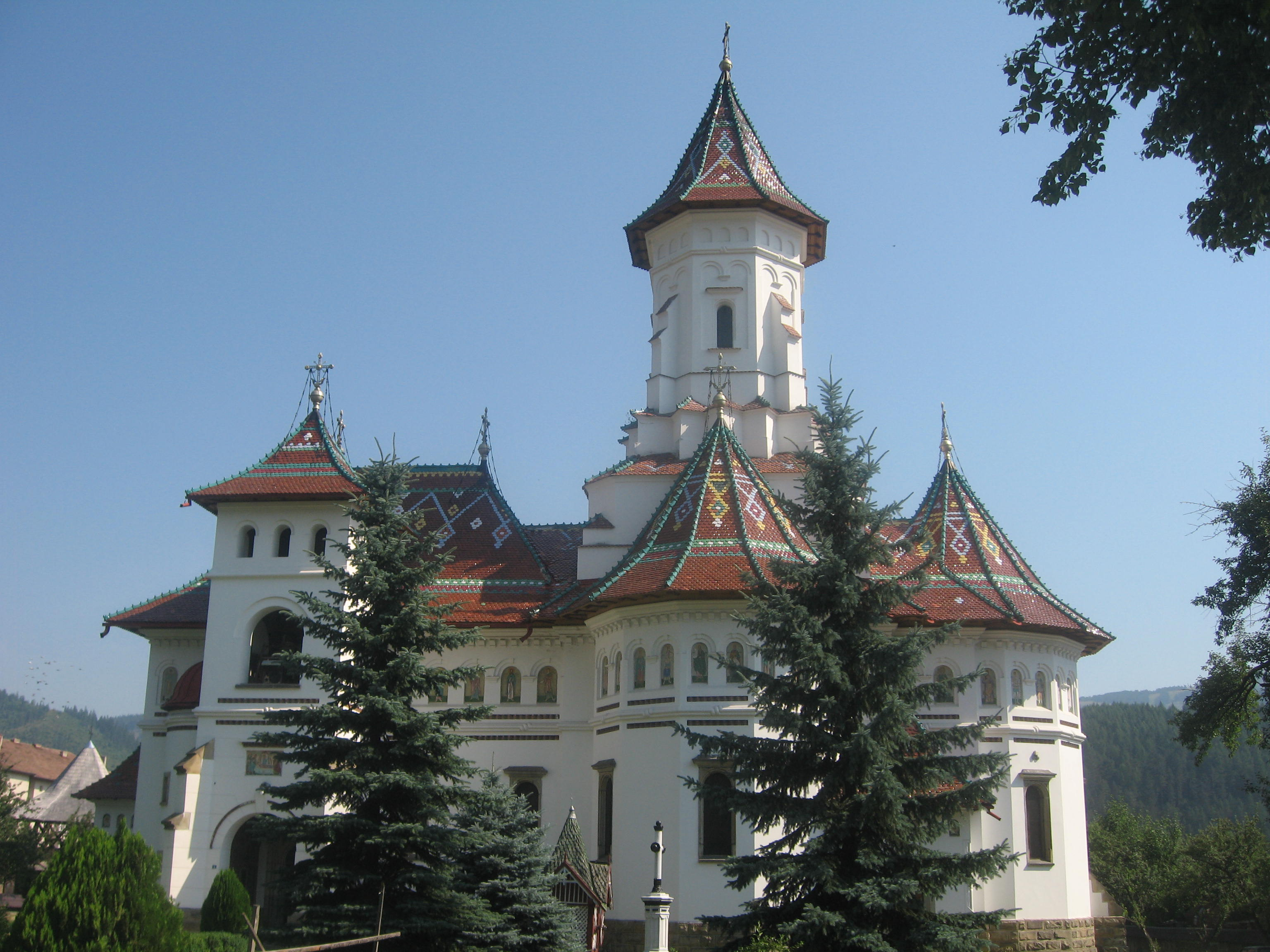
La Catedral Ortodoxa
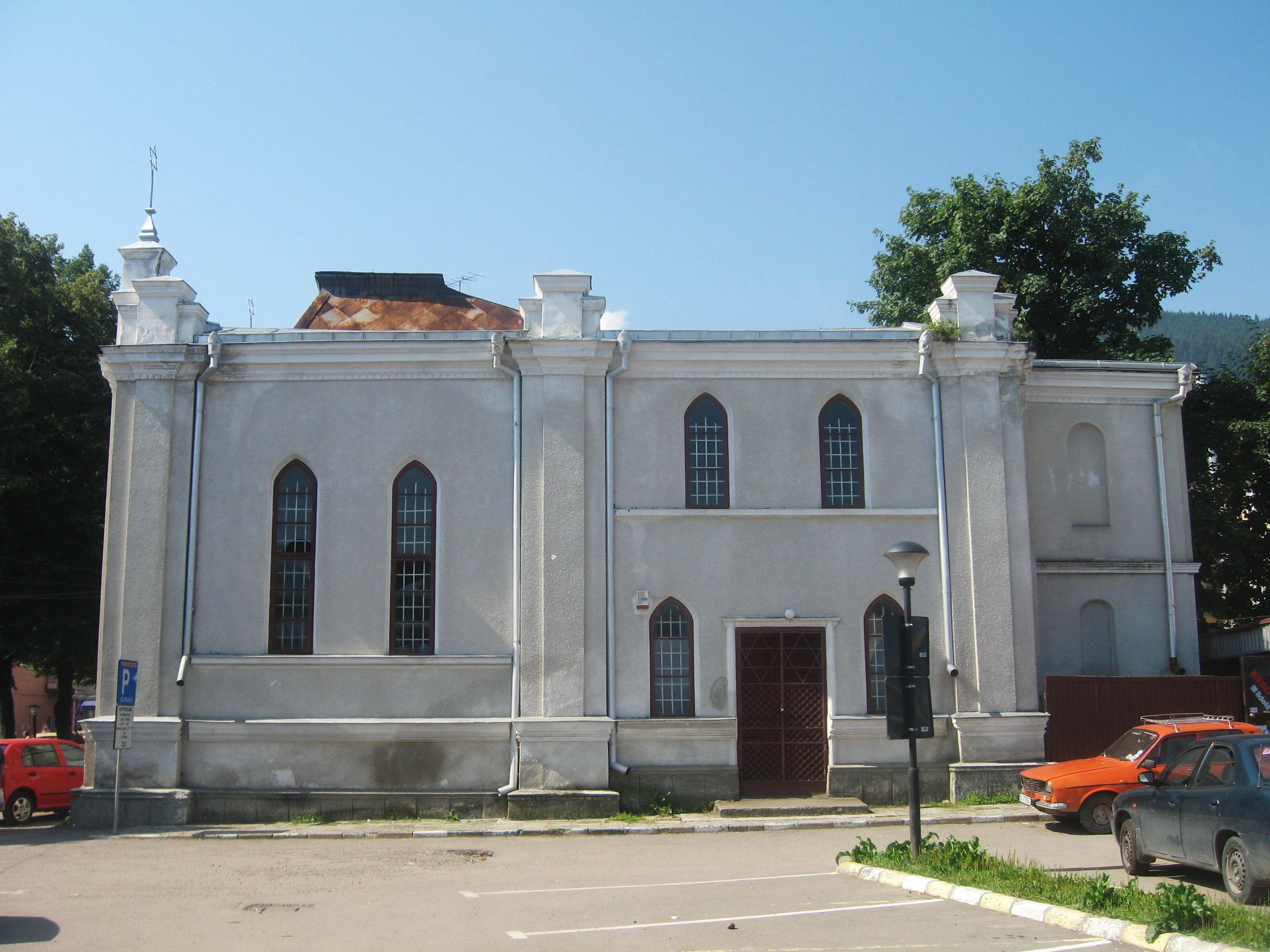
Temple jueu Havre Gah